# Ligue Féminine de Basket 2024-2025
Il campionato francese femminile di pallacanestro 2024-2025 (La Boulangère Wonderligue per motivi di sponsorizzazione) è stato il ventisettesimo (87º in totale dal 1937).
Il Basket Landes ha vinto il suo secondo titolo, battendo per 2-1 il Tarbes nella serie finale dei play-off.

## Regolamento
Le squadre classificate dal primo all'ottavo posto al termine della regular season si qualificano ai play-off per l'assegnazione del titolo di campione di Francia.
Le squadre classificate dal nono al dodicesimo posto partecipano ai play-out, l'ultima classificata del girone retrocede in LF2.

## Squadre partecipanti
Il campionato è costituito da 12 squadre. Nella stagione precedente Hainaut Basket è retrocessa in LF2; il suo posto è stato preso da C' Chartres, vincitrice dei play-off di LF2.
| Squadra            | Allenatore                       | Campo di gioco                                 | Risultato stagione 2023-2024 |
| ------------------ | -------------------------------- | ---------------------------------------------- | ---------------------------- |
| Villeneuve-d'Ascq  | Rachid Meziane, poi Maxime Bézin | Le Palacium di Villeneuve-d'Ascq               | 1º posto in LFB, campione    |
| Basket Landes      | Julie Barennes                   | Espace Mitterrand di Mont-de-Marsan            | 3º posto in LFB, finalista   |
| C.J.M. Bourges     | Olivier Lafargue                 | Palais des sports du Prado di Bourges          | 2º posto in LFB              |
| Lattes Montpellier | Valéry Demory                    | Palais des sports de Lattes di Lattes          | 4º posto in LFB              |
| Charnay            | Stéphane Leite                   | Le Cosec di Charnay-lès-Mâcon                  | 5º posto in LFB              |
| Lyon ASVEL         | Yoann Cabioc'h                   | Salle Mado Bonnet di Lione                     | 6º posto in LFB              |
| Tarbes             | François Gomez                   | Palais des sports du quai de l'Adour di Tarbes | 7º posto in LFB              |
| U.F. Angers        | Aurélie Bonnan                   | Salle Jean-Bouin di Angers                     | 8º posto in LFB              |
| Flammes Carolo     | Romuald Yernaux                  | Caisse d’Epargne Arena di Charleville-Mézières | 9º posto in LFB              |
| Roche Vendée       | Emmanuel Body                    | Salle des Oudairies di La Roche-sur-Yon        | 10º posto in LFB             |
| Landerneau         | Wani Muganguzi                   | La Cimenterie di Landerneau                    | 12º posto in LFB             |
| C' Chartres        | Benoît Marty                     | Le Colisée di Chartres                         | 1º posto in LF2              |

## Stagione regolare

### Classifica
|  | Pos. | Squadra                   | Pt | G  | V  | P  | PtF  | PtS  | Diff. | CD  |
|  | ---- | ------------------------- | -- | -- | -- | -- | ---- | ---- | ----- | --- |
|  | 1.   | Tango Bourges             | 41 | 22 | 19 | 3  | 1750 | 1476 | +274  |     |
|  | 2.   | Basket Landes             | 37 | 22 | 15 | 7  | 1580 | 1453 | +127  | +25 |
|  | 3.   | Charnay Bourgogne Sud     | 37 | 22 | 15 | 7  | 1623 | 1497 | +126  | -7  |
|  | 4.   | Lattes Montpellier        | 37 | 22 | 15 | 7  | 1581 | 1436 | +145  | -18 |
|  | 5.   | FCBA Charleville-Mézières | 35 | 22 | 13 | 9  | 1625 | 1672 | -47   |     |
|  | 6.   | Angers                    | 34 | 22 | 12 | 10 | 1567 | 1542 | +25   |     |
|  | 7.   | Lyon ASVEL féminin        | 33 | 22 | 11 | 11 | 1613 | 1606 | +7    |     |
|  | 8.   | Tarbes Gespe Bigorre      | 31 | 22 | 9  | 13 | 1468 | 1497 | -29   |     |
|  | 9.   | ESB Villeneuve-d’Ascq LM  | 29 | 22 | 7  | 15 | 1515 | 1565 | -50   | +1  |
|  | 10.  | Landerneau Bretagne       | 29 | 22 | 7  | 15 | 1441 | 1621 | -180  | -1  |
|  | 11.  | Roche Vendée (-2)         | 26 | 22 | 6  | 16 | 1457 | 1681 | -224  |     |
|  | 12.  | C' Chartres               | 25 | 22 | 3  | 19 | 1508 | 1682 | -174  |     |

Legenda:
       Campione di Francia.
      Ammesse ai play-off.
      Ammesse ai play-out.
  Ammesse ai play-off o ai play-out.
      Retrocessa in LF2, dopo i play-out.
Regolamento:
Due punti a vittoria, uno a sconfitta.
In caso di parità di punteggio, contano gli scontri diretti e la classifica avulsa.
Note:
Roche Vendée con due punti di penalizzazione.

### Risultati
|                       | ANG   | BOU    | CHA   | CCH   | CME   | LBB   | LAN   | LYO   | MON   | RVE   | TAR   | VAS   |
| --------------------- | ----- | ------ | ----- | ----- | ----- | ----- | ----- | ----- | ----- | ----- | ----- | ----- |
| Angers                |       | 64–69  | 64–73 | 92–82 | 74–84 | 86–70 | 85–80 | 59–53 | 66–76 | 82–70 | 73–59 | 81–77 |
| Bourges               | 71–69 |        | 85–57 | 73–58 | 93–68 | 71–34 | 93–53 | 82–71 | 66–64 | 94–73 | 84–69 | 88–70 |
| Charnay Bourgogne Sud | 90–70 | 100–89 |       | 69–74 | 70–73 | 73–39 | 72–70 | 80–57 | 73–76 | 67–54 | 67–65 | 66–59 |
| C' Chartres           | 72–71 | 77–81  | 70–73 |       | 80–72 | 66–72 | 64–71 | 74–79 | 67–68 | 72–74 | 79–81 | 54–87 |
| Flammes Carolo        | 65–59 | 91–86  | 68–65 | 83–72 |       | 85–75 | 61–94 | 74–79 | 75–71 | 83–73 | 79–67 | 72–84 |
| Landerneau Bretagne   | 49–66 | 74–80  | 57–84 | 76–73 | 75–68 |       | 67–76 | 65–79 | 77–63 | 67–68 | 62–75 | 94–79 |
| Basket Landes         | 81–65 | 68–55  | 78–69 | 69–58 | 63–64 | 68–49 |       | 79–74 | 76–45 | 70–67 | 90–64 | 81–70 |
| Lyon ASVEL            | 84–65 | 69–78  | 66–71 | 82–61 | 86–78 | 67–83 | 89–85 |       | 66–85 | 89–68 | 72–56 | 75–70 |
| Basket Lattes         | 67–68 | 75–86  | 83–86 | 74–73 | 86–57 | 75–59 | 52–39 | 85–70 |       | 80–51 | 67–58 | 65–44 |
| RVBC                  | 46–66 | 50–88  | 83–77 | 76–60 | 71–76 | 77–62 | 65–71 | 78–76 | 59–80 |       | 43–71 | 71–82 |
| Tarbes GB             | 51–63 | 59–60  | 53–74 | 84–66 | 73–55 | 61–70 | 74–63 | 73–61 | 61–71 | 92–80 |       | 57–51 |
| ESB Villeneuve        | 73–79 | 63–78  | 64–67 | 75–56 | 76–94 | 81–65 | 51–55 | 57–69 | 59–73 | 76–60 | 67–65 |       |

## Play-off
|  | Quarti di finale | Quarti di finale | Quarti di finale |               |                    | Semifinali    | Semifinali | Semifinali |  |  | Finale | Finale | Finale |
|  |                  |                  |                  |               |                    |               |            |            |  |  |        |        |        |
|  | 1                | Bourges          | 1                |               |                    |               |            |            |  |  |        |        |        |
|  | 8                | Tarbes           | 1                |               |                    |               |            |            |  |  |        |        |        |
|  | 8                | Tarbes           | 1                |               | 8                  | Tarbes        | 1          |            |  |  |        |        |        |
|  |                  |                  |                  |               | 8                  | Tarbes        | 1          |            |  |  |        |        |        |
|  |                  | 5                | Flammes Carolo   | 1             |                    |               |            |            |  |  |        |        |        |
|  | 4                | 5                | Flammes Carolo   | 1             | Lattes Montpellier | 1             |            |            |  |  |        |        |        |
|  | 4                |                  |                  |               | Lattes Montpellier | 1             |            |            |  |  |        |        |        |
|  | 5                | Flammes Carolo   | 1                |               |                    |               |            |            |  |  |        |        |        |
|  |                  |                  |                  |               |                    |               |            |            |  |  | 8      | Tarbes | 1      |
|  |                  |                  | 2                | Basket Landes | 2                  |               |            |            |  |  |        |        |        |
|  | 2                | Basket Landes    | 2                |               |                    |               |            |            |  |  |        |        |        |
|  | 7                | Lyon ASVEL       | 0                |               |                    |               |            |            |  |  |        |        |        |
|  | 7                | Lyon ASVEL       | 0                |               | 2                  | Basket Landes | 1          |            |  |  |        |        |        |
|  |                  |                  |                  |               | 2                  | Basket Landes | 1          |            |  |  |        |        |        |
|  |                  | 3                | Charnay          | 1             |                    |               |            |            |  |  |        |        |        |
|  | 3                | 3                | Charnay          | 1             | Charnay            | 1             |            |            |  |  |        |        |        |
|  | 3                |                  |                  |               | Charnay            | 1             |            |            |  |  |        |        |        |
|  | 6                | Angers           | 1                |               |                    |               |            |            |  |  |        |        |        |

### Quarti di finale
L'andata si è disputata il 17 e 18 aprile, il ritorno il 22 e 23 aprile 2025.
| Squadra 1      | Totale    | Squadra 2      | Andata | Ritorno |
| -------------- | --------- | -------------- | ------ | ------- |
| Angers         | 118 - 119 | Charnay Basket | 68-57  | 50-62   |
| TGB            | 156 - 155 | Bourges        | 74-76  | 82-79   |
| Flammes Carolo | 158 - 152 | BLMA           | 90-72  | 68-80   |
| Lyon ASVEL     | 129 - 138 | Basket Landes  | 68-69  | 61-69   |

### Semifinali
L'andata si è disputata il 30 aprile, il ritorno il 4 maggio 2025.
| Squadra 1      | Totale    | Squadra 2      | Andata | Ritorno |
| -------------- | --------- | -------------- | ------ | ------- |
| TGB            | 129 - 105 | Flammes Carolo | 56-60  | 73-45   |
| Charnay Basket | 117 - 119 | Basket Landes  | 67-63  | 50-56   |

### Finale
Le gare si sono disputate il 10 a Tarbes, il 14 e il 16 maggio 2025 a Mont-de-Marsan.
| Squadra 1 | Totale | Squadra 2     | Gara 1 | Gara 2 | Gara 3 |
| --------- | ------ | ------------- | ------ | ------ | ------ |
| TGB       | 1 - 2  | Basket Landes | 56-51  | 44-51  | 51-84  |

## Play-out
Le ultime quattro squadre della stagione regolare si sono incontrate disputando ciascuna 6 partite tra andata e ritorno, mantenendo i risultati che hanno ottenuto tra loro. Roche Vendée con un punto di penalizzazione.
In conclusione l'ultima classificata è stata il C' Chartres, che retrocede.

## Verdetti
- Campione di Francia:   Basket Landes (2º titolo).
Formazione:[6] Marie Pardon, Myriam Djekoundade, Sixtine Macquet, Clarince Djaldi-Tabdi, Luisa Geiselsöder, Yohana Ewodo, Destiny Slocum, Louise Bussiere, Leila Lacan, Kourtney Treffers. Allenatore: Julie Barennes.
- Retrocessa in LF2:   C' Chartres.
- Vincitrice Coppa di Francia:  Flammes Carolo (1º titolo).
- Vincitrice Supercoppa:   C.J.M. Bourges (6º titolo).